# Epalpodes vittatus
Epalpodes vittatus là một loài ruồi trong họ Tachinidae.